# Päivi Peltoniemi
Päivi Peltoniemi (Helsinki, 10 febbraio 1963) è un'ex cestista finlandese.

## Carriera
Con la Finlandia ha disputato due edizioni dei Campionati europei (1980, 1981).